# The Battle of Surfaces
The Battle of Surfaces (Deutsch: Die Schlacht der Beläge) war eine Tennispartie, die am 2. Mai 2007 zwischen Roger Federer, damals Weltranglistenführender, und Rafael Nadal, damals auf dem zweiten Platz der Weltrangliste, stattfand. Ausgetragen wurde die Partie vor 6800 Zuschauern in der Palma Arena in Palma, der Hauptstadt von Nadals Heimat Mallorca.
Da Federer als Rasen- und Nadal als Sandspezialist galt, hatte der Veranstalter für ca. 1,2 Millionen Euro den Tennisplatz zu einer Hälfte mit Rasen und zur anderen Hälfte mit Sand auslegen lassen. Dabei kam es zu Problemen mit dem Rasen, der von Ungeziefer befallen war und noch am Tag vor der Partie ausgetauscht werden musste. Gespielt wurde über drei Sätze, wobei beide Spieler auf beiden Belägen spielen mussten. Dabei war der Spieler auf der Sandseite durch die auf diesem Belag höher springenden Bälle im Vorteil, da er mehr Zeit zum Reagieren hatte, was insbesondere für Returns entscheidend sein kann. Da für Sand- und Rasenplatz unterschiedliche Schuhe benutzt werden und daher bei jedem Seitenwechsel auch ein Schuhwechsel nötig war, hatten die Spieler für einen Seitenwechsel zwei Minuten statt normalerweise 90 Sekunden zur Verfügung.
Nadal gewann das Spiel schließlich im dritten und entscheidenden Satz im Tie-Break mit 7:5, 4:6 und 7:6 (12:10).
Der Name Battle of Surfaces ist eine Anspielung auf das Tennismatch „Battle of the Sexes“, aus dem Jahre 1973, in dem die US-amerikanische Tennisspielerin Billie Jean King gegen den ehemaligen Wimbledonsieger Bobby Riggs antrat.